# Lysandros Kaftantzoglou

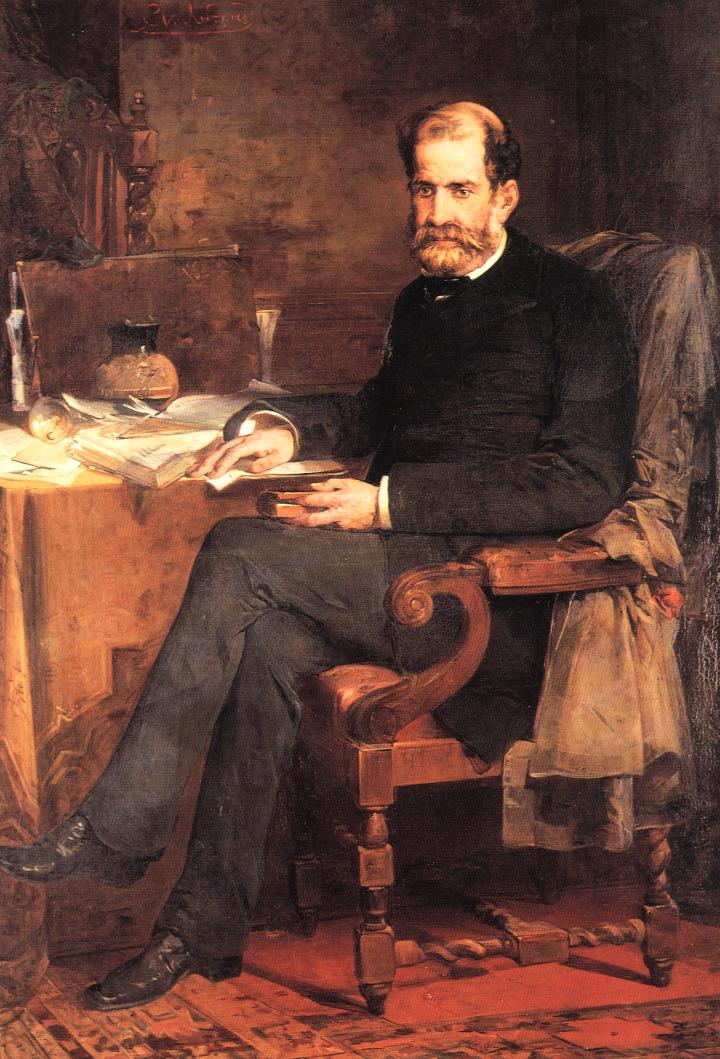
Kaftantzoglou porträtiert von Nikiforos Lytras

Lysandros Kaftantzoglou (griechisch Λύσανδρος Καυταντζόγλου, * 1811 in Thessaloniki; † 5. Oktober 1885 in Athen) war ein  griechischer Architekt im Stil des Klassizismus.
Er entwarf die Gebäude der Nationalen Technischen Universität Athen, leitete diese von 1843 bis 1862 und gründete 1844 deren Bereich Gestaltung, aus dem 1910 die Hochschule der Bildenden Künste Athen hervorging. Unentgeltlich betreute er den Bau der Kathedrale St. Dionysius Areopagita.